# Огульцы
Огульцы́ (укр. Огульці) — село в Валковском районе Харьковской области Украины. Является административным центром Огульцовского сельского совета, в который не входят другие населённые пункты. С 2020 года село входит в Богодуховский район, Валковскую общину. Через лес за селом находится граница Богодуховского (бывшего Валковского) района и Харьковского. 
Население по переписи 2001 года составляет 1299 (559/740 м/ж) человек.
Население официально по состоянию на 01.01.2016 года 1035 человек. К началу 2023 года, население упало до 1000 человек. На данный момент становит приблизительно 890-900 человек. 

## Географическое положение
Село Огульцы находится в 20 км от Валок у истоков реки Черемушная (балка Долгенькая, Шарова Левада, Мамаев Яр, урочище Бужиловка), примыкает к сёлам Шаровка, Буцковка.
Рядом с селом проходит железная дорога, (железнодорожная станция Огульцы, жд платформа «Пирогово»).
На севере с селу примыкает большой лесной массив (акация, дуб), рядом балка Шарова Левада с песчаными карьерами.
Рядом проходит автомобильная дорога М-03 (E 40).
Наибольшие улицы села Холодного  и  имени  Шевченко. 

## Происхождение названия
Расположено в местности, где Курская возвышенность образует угол, откуда и произошло название Угульцы.
«Слобода Огульцы в древних актах называется Угольцами, и это название прилично местности её, так как она расположена в углу, образуемом здесь возвышенностью Курской.» В документах за 1708 и 1718 годы упоминается Угульчанская сотня.

## История
- 1646 (либо в самом начале 18 века) — дата основания, как слобода Угольцы.
- 1711 — древняя угольчанская церковь Покрова Богоматери сожжена татарами[5].
- 1716 и 1717 — слободу ограбили запорожские казаки[5].
- 1880 — построены железнодорожные станции Огульцы, Пирогово.
- 1880 — в селе Огульцы на место деревянной церкви Покрова Богородицы построенная бело-кирпичная.
- 1864 — открыта огульцовская фаянсовая фабрика.
- 1892 — было обнаружено сокровище с латинскими монетами на территории Огульцовской волости.
- 1871 — открыта огульцовская церковно-приходская школа.
- 1902 — найдено две каменные бабы.
- Советская власть установлена в ноябре 1917.
- Весной 1918 года вблизи станции Огульцы в бою с австро-германскими оккупантами был окружен отряд красногвардейцев ДКР Г. И. Чудновского. Небольшая группа красногвардейцев билась до последнего; была уничтожена.
- 1920 — построена огульцовская паровая мельница.
- 1930 — открыт медпункт.
- В 1940 году, перед ВОВ, в селе Огульцы (без окрестных хуторов) был 941 двор, сельсовет и 19 ветряных мельниц.[2]
- 1941, конец октября — заняты немцами.
- В период немецко-фашистской оккупации немцы разрушили три четверти села; угнали в Германию на принудительные работы 250 юношей и девушек.
- 1943, 8 сентября[6] — освобождены 53-й армией.
- На фронтах Великой Отечественной войны сражалось более 650 огульчан, из которых 219 погибли; 235 награждены боевыми орденами и медалями.
- В 1966 году население составляло 2793 человека; здесь действовали средняя школа, клуб на 270 мест, библиотека, больница, историко-краееведческий музей, колхоз им. М. И. Калинина с 3141 га с.х. угодий.
- 2020, село вошло в Богодуховский район.

## Экономика

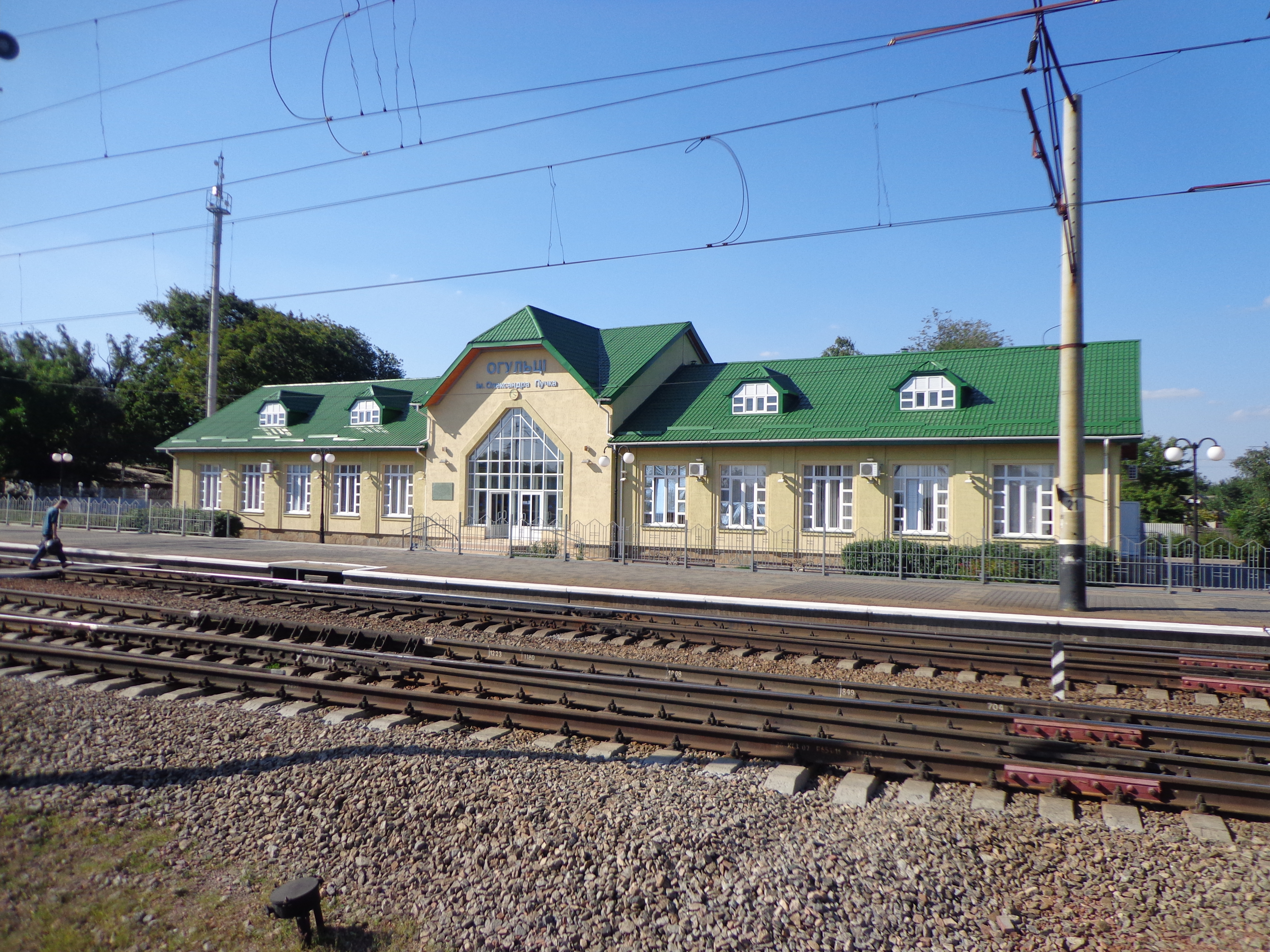
Пассажирское здание вокзала

- В селе есть молочно-товарная и свино-товарная фермы.
- «Огульчанское», сельскохозяйственное ЧП.
- Три магазина, Укрпочта, Новая почта, Церковь.

## Объекты социальной сферы
- Огульцовское дошкольное учебное учреждение.
- Школа.
- Клуб.
- Больница.
- Детский сад.
- Дом милосердия (пристарелых). ( На данный момент не работает)

## Достопримечательности
- Братская могила советских воинов и Памятный знак воинам-односельчанам. Похоронено 277 чел.
- Обелиск на могиле полковника 49-го пехотного Брестского полка Константина Михайловича Певного (родился 26.05.1871 в с. Огульцы. Погиб 22.08.1916 г.)
- Курганы и остатки поселений скифских времен (VII ст. до н. э.). Две каменные бабы свидетельствуют о длительном пребывании здесь кочевников (Х-ХІ ст. н. э.)[7].

## Известные люди
- Арсений (Чаговец) (1866—1945) — епископ Русской зарубежной церкви, архиепископ Детройтский и Кливлендский.
- Дзюба, Иван Михайлович (1918—1995) — лётчик, Герой Советского Союза.
- Холодный, Артемий Иванович (1901—1943) — советский военачальник, полковник.
- Н. Е. Яцына — полный кавалер ордена Славы.